# Hongshi, Jilin
Hongshi är en köpinghuvudort i Kina. Den ligger i provinsen Jilin, i den nordöstra delen av landet, omkring 190 kilometer sydost om provinshuvudstaden Changchun. Antalet invånare är 52 728. Befolkningen består av 25 804 kvinnor och 26 924 män. Barn under 15 år utgör 11,0 %, vuxna 15-64 år 78 %, och äldre över 65 år 10,0 %.
Runt Hongshi är det ganska tätbefolkat, med 67 invånare per kvadratkilometer. Hongshi är det största samhället i trakten. I omgivningarna runt Hongshi växer i huvudsak lövfällande lövskog.
Genomsnittlig årsnederbörd är 1 150 millimeter. Den regnigaste månaden är juli, med i genomsnitt 267 mm nederbörd, och den torraste är januari, med 12 mm nederbörd.